# Eyes Without a Face
Singles de Billy Idol
Rebel Yell
(1983) Flesh for Fantasy
(1984)
Eyes Without A Face est une chanson de Billy Idol coécrite avec le guitariste Steve Stevens et incluse dans l'album Rebel Yell sorti en 1984. 

## Informations
Sorti le 29 mai 1984, c'est le deuxième single de l'album Rebel Yell. Il se classe en quatrième position du Billboard Charts, devenant la première chanson de Billy Idol à se classer dans le top-10 américain.
Son titre fait référence au film fantastique de Georges Franju Les Yeux sans visage (1959).
Le chœur de la chanson laisse entendre la phrase en français « Les yeux sans visage », chantée par Perri Lister, une chanteuse et danseuse londonienne qui partagea la vie de Billy Idol pendant neuf ans.

## Charts
| Chart (1984)                          | Position |
| ------------------------------------- | -------- |
| German Singles Chart                  | 10       |
| Italian Singles Chart                 | 14       |
| Swiss Singles Chart                   | 21       |
| UK Singles Chart                      | 18       |
| U.S. Billboard Hot 100,               | 4        |
| U.S. Billboard Mainstream Rock Tracks | 5        |